# Лука Луковић
Лука Луковић (Београд, 11. октобaр 1996) српски је фудбалер.

## Каријера
Прошао је млађе категорије Црвене звезде, да би почетком 2014. године прешао у новосадску Војводину, са којом је потписао трогодишњи уговор. Дебитантски наступ у Суперлиги Србије је имао код тренера Бранка Бабића на утакмици против Радничког у Крагујевцу, 26. априла 2014. године. У јуну 2015. је договорио споразумни раскид уговора са Војводином. Након што је провео сезону у швајцарском друголигашу Бил/Бјену, Луковић се лета 2016. године придружио екипи Бачке Паланке. На свом другом наступу за Бачку, Луковић је постигао гол за победу над чачанским Борцем. Та победа је била прва у клупској историји у највишем рангу такмичења. Две сезоне је стандардно наступао за Бачку, да би у јуну 2018. године, потписао трогодишњи уговор са белгијским Мускроном. У Мускрону је био само до октобра исте године, када је споразумно раскинуо уговор са клубом.
У јануару 2019. је потписао троипогодишњи уговор са Чукаричким, али се у клубу задржао само до децембра исте године, када је договорио споразумни раскид уговора. У јануару 2020. је потписао за Јавор из Ивањице. Три године касније је напустио Јавор и прешао у ИМТ.

## Статистика

### Клупска
Ажурирано 8. јануар 2023.
| Клуб                | Сезона   | Лига              | Лига    | Лига   | Национални куп | Национални куп | Европа  | Европа | Остало  | Остало | Укупно  | Укупно |
| Клуб                | Сезона   | Дивизија          | Наступа | Голова | Наступа        | Голова         | Наступа | Голова | Наступа | Голова | Наступа | Голова |
| ------------------- | -------- | ----------------- | ------- | ------ | -------------- | -------------- | ------- | ------ | ------- | ------ | ------- | ------ |
|                     |          |                   |         |        |                |                |         |        |         |        |         |        |
| Војводина           | 2013/14. | Суперлига Србије  | 4       | 0      | 0              | 0              | —       | —      | —       | —      | 4       | 0      |
| Војводина           | 2014/15. | Суперлига Србије  | 18      | 1      | 1              | 0              | 0       | 0      | —       | —      | 19      | 1      |
| Војводина           | Укупно   | Укупно            | 22      | 1      | 1              | 0              | 0       | 0      | —       | —      | 23      | 1      |
|                     |          |                   |         |        |                |                |         |        |         |        |         |        |
| Бил/Бјен            | 2015/16. | Челенџ лига       | 14      | 1      | 0              | 0              | —       | —      | —       | —      | 14      | 1      |
|                     |          |                   |         |        |                |                |         |        |         |        |         |        |
| Бачка Бачка Паланка | 2016/17. | Суперлига Србије  | 27      | 4      | 1              | 0              | —       | —      | —       | —      | 28      | 4      |
| Бачка Бачка Паланка | 2017/18. | Суперлига Србије  | 30      | 9      | 1              | 0              | —       | —      | —       | —      | 31      | 9      |
| Бачка Бачка Паланка | Укупно   | Укупно            | 57      | 13     | 2              | 0              | —       | —      | —       | —      | 59      | 13     |
|                     |          |                   |         |        |                |                |         |        |         |        |         |        |
| Мускрон             | 2018/19. | Прва лига Белгије | 2       | 0      | 0              | 0              | —       | —      | —       | —      | 2       | 0      |
|                     |          |                   |         |        |                |                |         |        |         |        |         |        |
| Чукарички           | 2018/19. | Суперлига Србије  | 15      | 1      | —              | —              | —       | —      | —       | —      | 15      | 1      |
| Чукарички           | 2019/20. | Суперлига Србије  | 4       | 0      | 0              | 0              | 2       | 1      | —       | —      | 6       | 1      |
| Чукарички           | Укупно   | Укупно            | 19      | 1      | 0              | 0              | 2       | 1      | —       | —      | 21      | 2      |
|                     |          |                   |         |        |                |                |         |        |         |        |         |        |
| Јавор Ивањица       | 2019/20. | Суперлига Србије  | 7       | 1      | —              | —              | —       | —      | —       | —      | 7       | 1      |
| Јавор Ивањица       | 2020/21. | Суперлига Србије  | 37      | 16     | 2              | 2              | —       | —      | —       | —      | 39      | 18     |
| Јавор Ивањица       | 2021/22. | Прва лига Србије  | 30      | 9      | 1              | 0              | —       | —      | —       | —      | 31      | 9      |
| Јавор Ивањица       | 2022/23. | Суперлига Србије  | 18      | 2      | 1              | 0              | —       | —      | —       | —      | 19      | 2      |
| Јавор Ивањица       | Укупно   | Укупно            | 92      | 28     | 4              | 2              | —       | —      | —       | —      | 96      | 30     |
|                     |          |                   |         |        |                |                |         |        |         |        |         |        |
| Каријера            | Каријера | Каријера          | 206     | 44     | 7              | 2              | 2       | 1      | —       | —      | 215     | 47     |
|                     |          |                   |         |        |                |                |         |        |         |        |         |        |